# IAI Heron
IAI Heron é um veículo aéreo não tripulado (UAV) desenvolvido pela Israel Aerospace Industries.
Capaz de 50 horas no ar, alcançar 30.000 pés de altitude e com um alcance de 350 km, foi lançado oficialmente em 2007, porém foi utilizado por Israel na Guerra do Líbano de 2006. É utilizado pela Polícia Federal do Brasil.
Uma nova versão, o Heron TP, com envergadura de 26 metros e alcance de 40.000 pés, foi lançado oficialmente em fevereiro de 2010.